# Callie Hernandez
Pour les articles homonymes, voir Hernández.
Callie Hernandez est une actrice américaine, née le 24 mai 1988 à Jacksonville, en Floride, aux (États-Unis), dont l'activité a commencé en 2013[réf. nécessaire].

## Biographie
Avant d'exercer le métier d'actrice, Callie Hernandez a joué du violoncelle dans différents groupes.

## Filmographie partielle

### Au cinéma
- 2013 : Machete Kills de Robert Rodriguez : Space Babe
- 2014 : Sin City : J'ai tué pour elle (Sin City: A Dame to Kill For) de Robert Rodriguez : Thelma
- 2015 : Neon Indian: Slumlord Rising : The Girl
- 2016 : Blair Witch d'Adam Wingard : Lisa
- 2017 : La La Land  de Damien Chazelle : Tracy
- 2017 : The Endless  d'Aaron Moorhead and Justin Benson : Anna
- 2017 : Alien: Covenant de Ridley Scott : Upworth
- 2018 : Under the Silver Lake de David Robert Mitchell : Millicent Sevence
- 2020 : Avalanche (One of These Days) de Bastian Günther : Maria Parson
- 2022 : Shotgun Wedding de Jason Moore

### À la télévision
- 2014 : From Dusk till Dawn: The Series : Jessie
- 2015 : Members Only (en) : Ana
- 2016 : Graves : Samantha
- 2019 : Soundtrack : Nellie O'Brien (principale)

### Clips musicaux
- 2015 : Slumlord Rising de Neon Indian
- 2020 : Moonlight de Future Islands
- 2023 : Meutrière de Neon Indian